# Begonia castaneifolia
Espèce
Synonymes
- Tittelbachia castaneifolia (Otto & Dietr.) Klotzsch[1]

Begonia castaneifolia est une espèce de plantes de la famille des Begoniaceae. Ce bégonia est originaire du Brésil. L'espèce a été décrite en 1836 par Christoph Friedrich Otto (1783-1856) et Albert Gottfried Dietrich (1795-1856). L'épithète spécifique castaneifolia signifie « à feuille de Castanea », en référence au feuillage qui évoque celui des châtaigniers. 

## Répartition géographique
Cette espèce est originaire du pays suivant : Brésil.